# Fates Warning
Fates Warning — являются американской прогрессивной метал-группой,сформированной в 1982 вокалистом Джоном Арчем, гитаристами Джимом Мэзэосом и Виктором Ардуини, басистом Джо Дибиэзом и барабанщиком Стивом Циммерманом в Хартфорде, Коннектикут. Их ранняя работа была записана в большей степени под влиянием NWOBHM и была ключом в развитии американского power metal.  С каждой работой у группы развивался стиль прогрессивного металла. Fates Warning пережили многочисленные изменения состава. С 1982 до 1996 — и временно в 2010 — Мэзэос и Дибиэз были единственными остающимися оригинальными членами группы. Текущий состав состоит из гитаристов Джима Мэзэоса и Франка Арести, вокалиста Рэя Альдера, басиста Джоуи Веры и барабанщика Бобби Джарзомбка. Как пионеры американского прогрессивного металлического движения, Fates Warning достигли международной известности в 1980-х и оценивались как одна из "ведущих групп прогрессивного металла" наряду с Queensrÿche, Dream Theater, Crimson Glory и Watchtower, кто считался ответственным за создание, развитие и популяризацию такого жанра.
Fates Warning, выпустили двенадцать студийных альбомов, два концертных альбома, один альбом компиляции, три DVD (живые концерты) и четыре демонстрационных ленты. Группа добилась коммерческого успеха в Америке с выпуском 1986 года их третьего студийного альбома, "Awaken the Guardian", который достиг № 191 в чартах Billboard 200, и стал первым альбомом, выпущенным на Metal Blade. Американский онлайн-журнал Loudwire поместил этот альбом на 4-е место в топе-25 альбомов прогрессивного метала всех времён. Их следующие три альбома, "No Exit" (1988), "Perfect Symmetry" (1989) и "Parallels" (1991), были также успешны; первые два достигли № 111 и № 141 на Billboard 200 соответственно. Новый студийный альбом Fates Warning, "Theories of Flight", был выпущен 1 июля 2016

## Дискография

### Студийные альбомы
- Night on Bröcken (1984, переиздан 2002)
- The Spectre Within (1985, переиздан 2003)
- Awaken the Guardian (1986, переиздан 2005)
- No Exit (1988, переиздан 2007)
- Perfect Symmetry (1989, переиздан 2008)
- Parallels (1991)
- Inside Out (1994)
- A Pleasant Shade of Gray (1997)
- Disconnected (2000)
- FWX (2004)
- Darkness in a Different Light (2013)
- Theories of Flight (2016)
- Long Day Good Night  (2020)

### Концертные альбомы
- Still Life (1998)
- Live in Athens (2005)
- 2017: Awaken the Guardian Live (DVD, 2 CD, 2017)
- Live Over Europe (2018)

### Сборники
- Chasing Time (1995)

## Участники группы

### Текущий состав
- Джим Матеос − гитара (с 1983)
- Рэй Олдер − вокал (с 1987)
- Джой Вера − бас-гитара (с 1997)
- Фрэнк Арести − гитара (вернулся в 2005)
- Бобби Джарзомбек − ударные (2007)

### Бывшие участники
- Джон Арч − вокал (1983−1987)
- Крис Кронк − вокал (1987)
- Виктор Ардуини − гитара (1983−1986)
- Джо Дибайес − бас-гитара (1983−1996)
- Стив Циммерманн − ударные (1983−1988)
- Марк Зондер − ударные (1988−2005)

### Сессионные участники
- Берни Версаллес − гитара (1998)
- Эд Рот − клавишные (1997)
- Джейсон Кизар − клавишные (1997−1998)
- Шон Микод − гитара, клавишные (2000)
- Ник Д'Вирджилио − ударные (2005)

### Гостевые музыканты
- Кевин Мур − клавишные
- Майк Портной − ударные
- Джеймс Лабри − вокал